# Ryu il ragazzo delle caverne/Un milione di anni fa
Ryu il ragazzo delle caverne/Un milione di anni fa è uno split-single di Fogus e di Georgia Lepore, pubblicato dalla CLS (catalogo MD - F 021) nel 1979.

## I brani

### Ryu il ragazzo delle caverne
Ryu il ragazzo delle caverne è un brano musicale inciso da Fogus, nome d'arte di Roberto Fogu, come sigla iniziale dell'anime omonimo. 
Il brano è stato scritto da Marcello Casco, Paolo Lepore e Paolo Moroni, sulle musiche originali della versione giapponese scritte da Jun Oshio e Takeo Watanabe. 
Il brano era stato pubblicato precedentemente sul singolo Ryu il ragazzo delle caverne/Rhan, sempre su etichetta CLS.

### Un milione di anni fa
Un milione di anni fa è un brano musicale inciso da Georgia Lepore, come sigla finale dell'anime Ryu, il ragazzo delle caverne. 
La canzone è stata scritta da Marcello Casco, Paolo Lepore e Paolo Moroni, sulle musiche originali della versione giapponese scritte da Jun Oshio e Takeo Watanabe. Ha lo stesso titolo dell'omonima canzone dello Zecchino d'Oro 1967.

## Tracce

### Lato A
1. Fogus – Ryu il ragazzo delle caverne

### Lato B
1. Georgia Lepore – Un milione di anni fa